# Hydriomena deficiens
Hydriomena deficiens là một loài bướm đêm trong họ Geometridae.